# Athetesis angulicollis
Athetesis angulicollis är en skalbaggsart som först beskrevs av Dmytro Zajciw 1961.  Athetesis angulicollis ingår i släktet Athetesis och familjen långhorningar. Inga underarter finns listade.